# Арники и маки ущелья Индичйок
А́рники и ма́ки уще́лья Индичйо́к — государственный ботанический видоохранный памятник природы на территории Ловозерского района Мурманской области. Имеет научное значение.

## Расположение
Расположен в центральной части Кольского полуострова в западной части Ловозерского района в Ловозерских горах в южной части природного парка Сейдъявврь на северном берегу ручья Индичйок у северного склона горы Энгпорр в 7,5 километрах к западу от южной части озера Ловозеро, в 4,3 километрах к югу от озера Сейдозеро (Сейдъявврь) и в 2,5 километрах к северо-востоку от озера Рейявр. Адрес памятника — Мурманская область, Ловозерский район, Ловозерское лесничество, Ловозерское участковое лесничество, квартал 475, выдел 1. Площадь охраняемой территории — 1 га.

## Описание
Памятник занимает участок ущелья Ферсмана, расположенного между горами Энгпорр к югу и возвышенностью 801,2 метра к северу, длиной около километра и шириной от 5 до 10 метров. Уникальность памятника заключается в наличии здесь, на дне и склонах ущелья, мест произрастания двух редких, занесённых в Красную книгу Мурманской области растений: эндемика Мурманской области и Норвегии лапландского мака (Papaver lapponicum) и эндемика северной Фенноскандии — арники фенноскандской (Arnica fennoscandica).
Статус памятника природы получен 24 декабря 1980 года решением № 537 исполкома Мурманского областного Совета народных депутатов. Ответственные за контроль и охрану памятника — Дирекция государственных особо охраняемых природных территорий регионального значения Мурманской области и Комитет природопользования и Экологии Мурманской области. На подохранной территории запрещены: рубка леса, любые производственные работы, устройство мест отдыха и любые действия, ведущие к загрязнению памятника природы.
Добраться до памятника природы довольно сложно. Ближайший крупный населённый пункт — посёлок городского типа Ревда, находится в 23 километрах к северо-западу. Посёлок связан регулярным автобусным сообщением с городами Оленегорск и Мурманск. В зимнее время от Ревды к устью ручья Индичйок можно добраться по зимнику, проходящему через заброшенное село Мотка по западному берегу Ловозера. Летом проезд по зимнику возможен только до села, которое лежит между озёрами Ловозеро и Сейдозеро в 7 километрах к северо-востоку от памятника.

## Карта местности
- Лист карты Q-36-V,VI Ревда. Масштаб: 1 : 200 000. Указать дату выпуска/состояния местности.
- Лист карты Q-36-9,10. Масштаб: 1 : 100 000. Указать дату выпуска/состояния местности.